# Russia: The Great War in the East
Russia: The Great War in the East — компьютерная игра в жанре пошаговой стратегии, разработанная и изданная австралийской компанией Strategic Studies Group в 1987 году для Commodore 64 и Apple II. Действие игры происходит во время Второй мировой войны на её восточном фронте. Игровая кампания включает в себя полноценное развитие событий от начала боевых действий между армиями Германии и Советского Союза в 1941 до их окончания в 1945 году.
В комплект с игрой входит подробное руководство пользователя на 72 страницах и красочные карты мест сражений.

## Игровой процесс
«Russia: The Great War in the East» представляет собой пошаговый гексагональный варгейм. Содержит одну большую кампанию и три отдельных небольших сценария. Карта кампании состоит из 12 секторов, а каждый сценарий занимает два или три из них. Каждый такой сектор помещается на один игровой экран.
Всего в игре 18 различных меню. Игрок может получать информацию об уровне снабжения каждого шестиугольника и кто его контролирует. Один отряд занимает один шестиугольник. По карте можно определить какой род войск находится в том или ином месте, но более точной информацию может получить только игрок владеющий данной боевой единицей.
Игрок не контролирует боевые единицы напрямую. Управление войсками производится через указание основной доктрины и раздачей приказов каждому подразделению.

## Отзывы
Обозреватель журнала «Zzap!64» поставил игре 91% и назвал её «одним из лучших традиционных варгеймов». Из негативных моментов в рецензии было отмечено, что города плохо различимы на карте. Журнал дал игре награду «Slizzer».
В ретроспективном обзоре компьютерных варгеймов журнала «Computer Gaming World» обозреватель Эван Брукс поставил игре 4.5 звезд из пяти.
Журнал Computer and Video Games дал игре негативный отзыв. Рецензент журнала отметил, что  «Russia: The Great War in the East» комбинирует особенности двух предыдущих релизов Strategic Studies Group — Europe Ablaze и Battlefront, при этом она вобрала в себя худшее из обеих игр. Он раскритиковал графическую составляющую и долгое время ожидания хода противника.